# 愛しい人よGood Night...
「愛しい人よGood Night...」（いとしいひとよ グッド ナイト…）は、日本の音楽ユニット・B'zの楽曲。1990年10月24日にBMGルームスより7作目のシングルとして発売された。

## 概要
発売を2週間後に控えた4thアルバム『RISKY』からの先行シングル第2弾。
1990年発表のシングルとしては5作目となり、B'zのシングルでは初めてバラード曲が表題曲となった作品。当初はシングルリリースの予定はなかったが、ドラマの主題歌に決まったため、前作『Easy Come, Easy Go!』から立て続けにリリースされた。
前作に引き続き同一アーティストの4週連続1位を獲得した。また、B'zのシングル初となる月間チャート1位も獲得した。
2003年3月26日にリマスタリング、12cm化されて再発売された。
なお、シングルの原盤権はBMGルームス（現VERMILLION RECORDS）が保有しているが、楽曲の出版権はタイアップ先の関係上テレビ朝日ミュージックが保有している。

## 収録曲
| 全作詞: 稲葉浩志、全作曲: 松本孝弘、全編曲: 松本孝弘・明石昌夫。 |                                            |          |            |      |
| #                                                                | タイトル                                   | 作詞     | 作曲・編曲 | 時間 |
| 1.                                                               | 「愛しい人よGood Night...」                | 稲葉浩志 | 松本孝弘   | 6:13 |
| 2.                                                               | 「GUITAR KIDS RHAPSODY CAMDEN LOCK STYLE」 | 稲葉浩志 | 松本孝弘   | 5:25 |
| 合計時間:                                                        | 合計時間:                                  | 11:38    |            |      |

## 楽曲解説
1. 愛しい人よGood Night...
  - 上記の通りシングルで出す予定はなかったが、ドラマの関係者が気に入って急遽リリースとなった経緯がある[5]。
  - 前作『Easy Come, Easy Go!』同様、これまでのイメージを変えて層を広げたいという目的もあったという[6]。
  - 曲の構成は1番は稲葉のボーカルとピアノ、2番から松本のギターが加わる[7]。
  - B'zのシングル曲の中では6分13秒と最も演奏時間が長い[8][注釈 3]。
  - テレビ朝日系『ミュージックステーション』（1990年10月26日）に出演し、本曲を披露した[9]。
  - ベスト・アルバム『B'z The Best "Treasure"』の収録曲を決めるファン投票では13位となり収録された[8]。
  - 1993年に行われた『B'z LIVE-GYM Pleasure '93 "JAP THE RIPPER"』以降長らく演奏されていなかったが、2012年に行われた『B'z LIVE-GYM 2012 -Into Free- EXTRA』で約19年ぶりに演奏された[注釈 4]。
2. GUITAR KIDS RHAPSODY CAMDEN LOCK STYLE
  - 2ndアルバム『OFF THE LOCK』収録曲の「GUITAR KIDS RHAPSODY」のリメイクバージョン。
  - 所々に歓声が聴こえるが、正式にはライブ音源ではない。
  - PVも存在し、映像作品『FILM RISKY』に収録されている。ちなみにサブタイトルの「CAMDEN LOCK」とはロンドンにあるマーケットのことであり、こちらはPVで確認可能。
  - 2nd beat (3rd beat含む)の中では最も演奏時間が長い(5分25秒)[注釈 5]。

## タイアップ
- テレビ朝日系ドラマ『代表取締役刑事』エンディングテーマ (#1)[注釈 6]

## 参加ミュージシャン
- 松本孝弘:ギター、全曲作曲・編曲
- 稲葉浩志:ボーカル、全曲作詞
- 明石昌夫:全曲編曲
- ジェイソン・コーサロ:ミキシング (#1)
- 野村昌之:ミキシング (#2)
- 青山純:ドラム[注釈 7]
- B+U+M

## 収録アルバム
愛しい人よGood Night...
- RISKY
- B'z TV Style SONGLESS VERSION（TV Style）
- B'z The Best "Treasure"
- B'z The Best XXV 1988-1998

## ライブ映像作品
愛しい人よGood Night...
- JUST ANOTHER LIFE（エンディング部分のみ）
- B'z The Best "ULTRA Pleasure"（特典DVD）
- B'z The Best XXV 1988-1998（特典DVD）
- EPIC DAY (特典DVD)
- B'z COMPLETE SINGLE BOX（特典DVD）